# رقص ایرلندی
رقص ایرلندی (انگلیسی: Irish dance)به گروهی از گونه‌های رقص سنتی اشاره دارد که از ایرلند نشأت گرفته‌اند و هر دو نوع رقص انفرادی و گروهی را شامل می‌شود، از رقص برای اهداف اجتماعی، رقابتی و نمایشی بهره گرفته می‌شود. رقص ایرلندی به فرم کنونی توسط جریان‌های گوناگونی همچون رقص بومی قدیمی ایرلندی، رقص فولکلور انگلیسی و در آخر هم، شاید از رقص کوادریل فرانسوی، به خاطر اینکه این نوع رقص در قرن نوزده در بریتانیا و ایرلند متداول گردید، به بلوغ رسیده است. این رقص در قرن هفده و هجده توسط ا «اساتید رقص سیار» در سراسر ایرلند آموزش داده شد و فرم‌های رقص مجزایی بر اساس رسم فولکلور و اهداف متفاوت شکل گرفت. رقص ایرلندی به بخش قابل توجه ای از فرهنگ ایرلند، به ویژه برای جنبش‌های ملی‌گرایی ایرلندی تبدیل شد. در اوائل قرن بیستم، تعدادی از تشکیلات، فرم‌های گوناگون رفص را تدوین و ترویج نموده و ساختارهای رقابتی و سبک‌های استاندارد شده را به وجود آوردند. رقصندگان ایرلندی که به خاطر مسابقه با هم به رقابت می‌پردازند به سبکی می‌رقصند که مدرن تر از رقص سنتی ایرلندی است. این رقص در اصل به صورت انفرادی انجام می‌شود ولی برخی تیم‌های رقصنده در گروه‌های دو، سه، چهار، شش، هشت، ده، شانزده نفره و حتی گروه‌هایی با تعداد بیشتری از این ارقام هم وجود دارند.